# Seda (nom)
Seda significa veu, ressò en àrab i s'utilitza com a nom de dona en turc. Persones amb el nom Seda inclouen:
- Seda Bakan - actriu turca
- Seda Röder (Sesigüzel) - pianista turca
- Seda Tokatlıoğlu - jugadora de voleibol turca
- Seda Türkkan - jugadora de voleibol turca